# مراقبت‌های بهداشتی در لوکزامبورگ

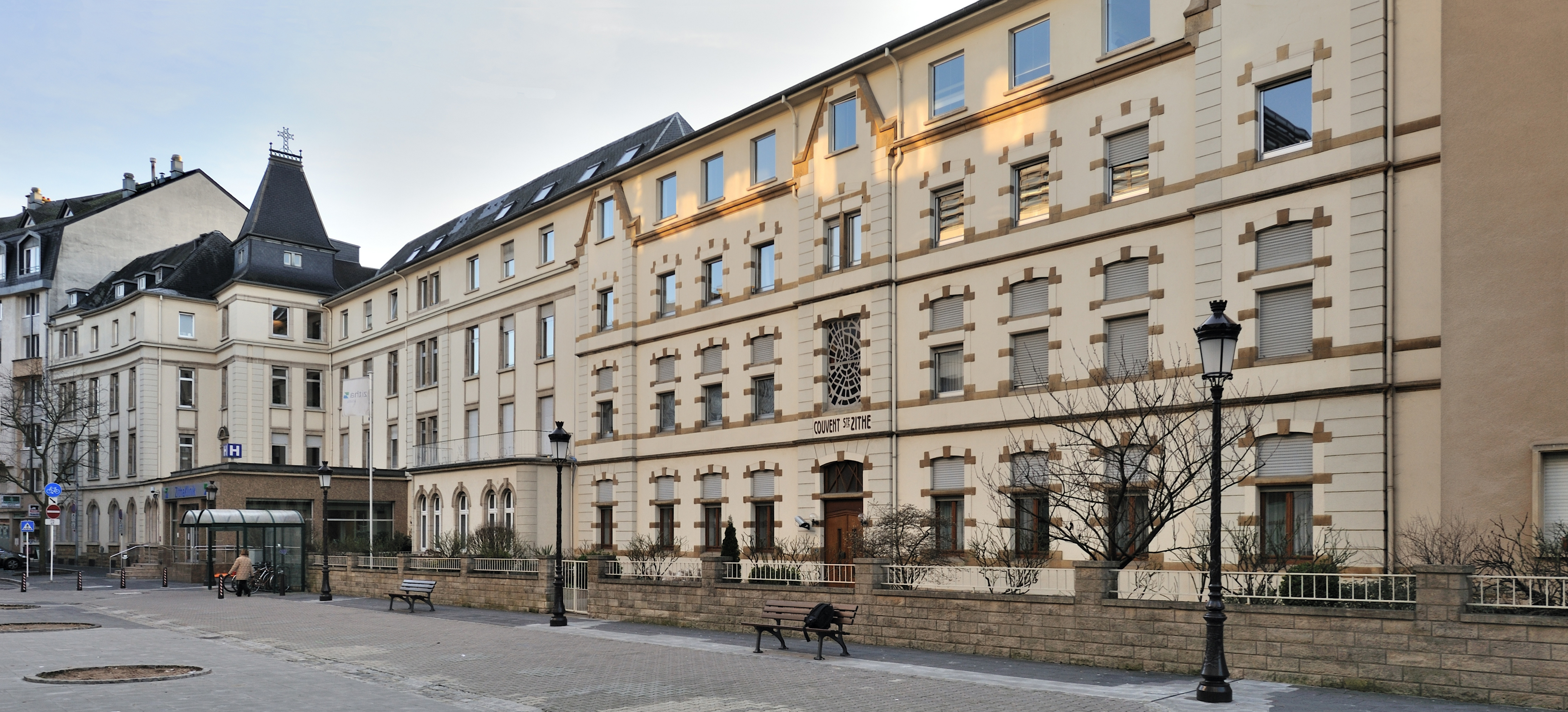
۱۴ بیمارستان مانند مرکز صومعه شهر لوکزامبورگ سنت زیتا طیف گسترده‌ای از خدمات بهداشتی را به شهروندان لوکزامبورگ ارائه می‌دهند.

بهداشت و درمان در لوکزامبورگ بر سه اصل اساسی، بیمه درمانی اجباری ، انتخاب رایگان ارائه دهنده خدمات درمانی برای بیماران و انطباق اجباری ارائه دهندگان با هزینه‌های ثابت تعیین شده برای خدمات ارائه شده استوار است. شهروندان تحت پوشش یک سیستم مراقبت‌های بهداشتی قرار می‌گیرند که خدمات پزشکی، بارداری و مراقبت برای سالمندان را فراهم می‌کند. این میزان پوشش به شغل فرد بستگی دارد. افرادی که شاغل هستند یا از تأمین اجتماعی برخوردار هستند دارای پوشش کامل بیمه هستند و به افراد مستقل و بازرگانان هم مزایای پزشکی تعلق می‌گیرد. این خدمات از طریق مالیات بر درآمد، حقوق و دستمزد شهروندان تأمین می‌شود. با این حال، دولت بودجه مزایای بارداری و همچنین هر بخش دیگری را که نیاز به بودجه اضافی دارد تأمین می‌کند. حدود ۷۵٪ از مردم یک طرح درمانی تکمیلی را خریداری می‌کنند. حدود ۹۹٪ مردم تحت سیستم مراقبت‌های بهداشتی دولتی هستند.

## بودجه سیستم بهداشتی لوکزامبورگ
براساس داده‌های سازمان بهداشت جهانی (WHO)، هزینه‌های مراقبت‌های بهداشتی به نمایندگی از دولت لوکزامبورگ از رقم ۴٫۱ میلیارد دلار گذشته‌است که مبلغی در حدود ۸۱۸۲ دلار برای هر شهروند در کشور است. کل این بودجه از منابع داخلی تأمین می‌شود، دولت حدود ۸۴٪ از بودجه مراقبت‌های بهداشتی را با هزینه‌های خانوار و سایر هزینه‌ها تأمین می‌کند. با تخصیص حدود ۱۵٪ از کل هزینه‌های دولت برای برنامه‌های بهداشتی، کشور لوکزامبورگ در مجموع نزدیک به ۷٪ از تولید ناخالص داخلی خود را برای سلامت هزینه می‌کند، و این کشور را در میان کشورهای با بیشترین هزینه برای خدمات بهداشتی و برنامه‌های مرتبط با آن در سال ۲۰۱۰ قرار داد. به‌طور کلی، سهم کل هزینه‌های بهداشتی از تولید ناخالص داخلی را در سطح ۱٫۸ درصد زیر میانگین در کشورهای OECD به خود اختصاص می‌دهند. قبل از انجام اصلاحات بهداشت و درمان در سال ۱۹۹۲، پرداخت خدمات بهداشتی و درمانی براساس نیاز به ازای هر سرویس بود، در حالی که اکنون این بودجه براساس بودجه‌های فردی است که بین آژانس‌های بیمه درمانی و بیمارستان‌ها در سطح کشور مذاکره می‌شود. نقش دولت حداکثر شامل همکاری با ارائه دهندگان خدمات مراقبت برای تأیید اعتبار و مدیریت قراردادها است. شهروندان حداکثر ۵٪ از دستمزد سالانه خود را به برنامه پوشش سراسری پرداخت می‌کنند.
صندوق جراحی متقابل پزشکی (CMCM)
به عنوان برنامه بیمه درمانی داوطلبانه اولیه لوکزامبورگ، صندوق پزشکی و جراحی متقابل (Cause Médico-Chirurgicale Mutualiste) طیف گسترده‌ای از خدمات را برای شهروندان تحت پوشش قرار می‌دهد:
- هزینه‌های بیمارستان که تحت پوشش بیمه قانونی نیستند
- هزینه‌های اضافی برای اتاق بیمارستان خصوصی
- هزینه‌های درمان قبل از عمل و بعد از عمل
- پروتزهای دندانی که تحت پوشش بیمه قانونی نیستند
- هزینه‌های تشخیصی، پزشکی، جراحی و بستری برای مداخله جراحی در خارج از کشور
- بازپرداخت جزئی در صورت عدم توافق در مورد هزینه درمان

## سازمان بهداشت و دسترسی
مراقبت‌های اجتماعی
در حال حاضر قانونی در ۸ سپتامبر ۱۹۹۸ بین دولت و سازمان‌های غیردولتی (سازمان مردم‌نهاد) که در زمینه مراقبت اجتماعی فعالیت می‌کنند، تصویب شده‌است. فعالیت سازمان‌های غیردولتی مستقل در کنار وزارت بهداشت و وزارت خانواده و رفاه اجتماعی به عنوان یکی از وسیع‌ترین بخش‌ها در کمک‌های دولتی، گسترش مراقبت‌های اجتماعی در لوکزامبورگ شامل خدمات مانند فعالیت‌های پیشگیری از مواد مخدر، سرپناه برای بی خانمان‌های کشور و منابع برای والدین مجرد، مانند فعالیت‌های مربوط به مراقبت از کودکان و سرگرمی است.پوشش خدماتی که به عنوان بخشی از چارچوب بیمه اجباری، غیر ضروری تلقی می‌شود، نه تنها در دسترس است، بلکه به‌طور گسترده مورد استفاده قرار می‌گیرد، به طوری که بیش از ۷۵ درصد از مردم کشور بیمه درمانی تکمیلی را خریداری می‌کنند تا دامنه مراقبت را به خدمات غیر مفید نیز برسانند که به شرایط غیر تهدید کننده می‌پردازد.
بیمه
سیستم بیمه درمانی قانونی در لوکزامبورگ مسئول مراقبت‌های بهداشتی ۹۹ درصد از ساکنان است. این سیستم اجباری بیمه درمانی توسط اتحادیه صندوق‌های بیماری و ۹ نهاد مجزا که بین آنها عموم مردم بر اساس شغل حرفه ای توزیع شده و تخصیص داده می‌شود مدیریت و ارائه می‌شود. کلیه خدمات ارائه شده توسط متخصصان تحت نظر وزیران تأمین اجتماعی و بهداشت تعریف و ارزیابی می‌شوند.برنامه بیمه درمانی داوطلبانه معمولاً به عنوان یک نتیجه مستقیم از سیستم اجباری عمومی که اکثر بدهی‌های مردم برای خدمات پزشکی را پوشش می‌دهد، محدود شده‌است.

## چالش‌های اولیه سلامت ملی

«کمربند الکل» اتحادیه اروپا که در آن سیاست‌های حمل و نقل مشروبات الکلی، لوکزامبورگ را به یک مصرف‌کننده و نقطه مهم فروش الکل در منطقه تبدیل کرده‌است.

در سراسر لوکزامبورگ یکی از بزرگترین مشکلات سلامتی کشورها، تعداد بالای مرگ و میر ناشی از بیماریهای غیرواگیر مانند سرطان، دیابت، بیماریهای قلبی عروقی و بیماریهای مزمن تنفسی است که از عوامل مختلفی ناشی می‌شود، اما مهمترین آنها سوء مصرف مواد است.مرگ و میر زودرس به عنوان یک نتیجه مستقیم از بیماریهای غیرواگیر عامل اصلی مرگ و میر در سراسر جهان بوده‌است، به طوری که احتمال مرگ گروه میانسال در سنین ۳۰ تا ۷۰ سالگی با ۱۱ درصد، با بیماریهای قلبی عروقی، بیماری‌های مزمن تنفسی و سرطان بیشترین است.
الکل

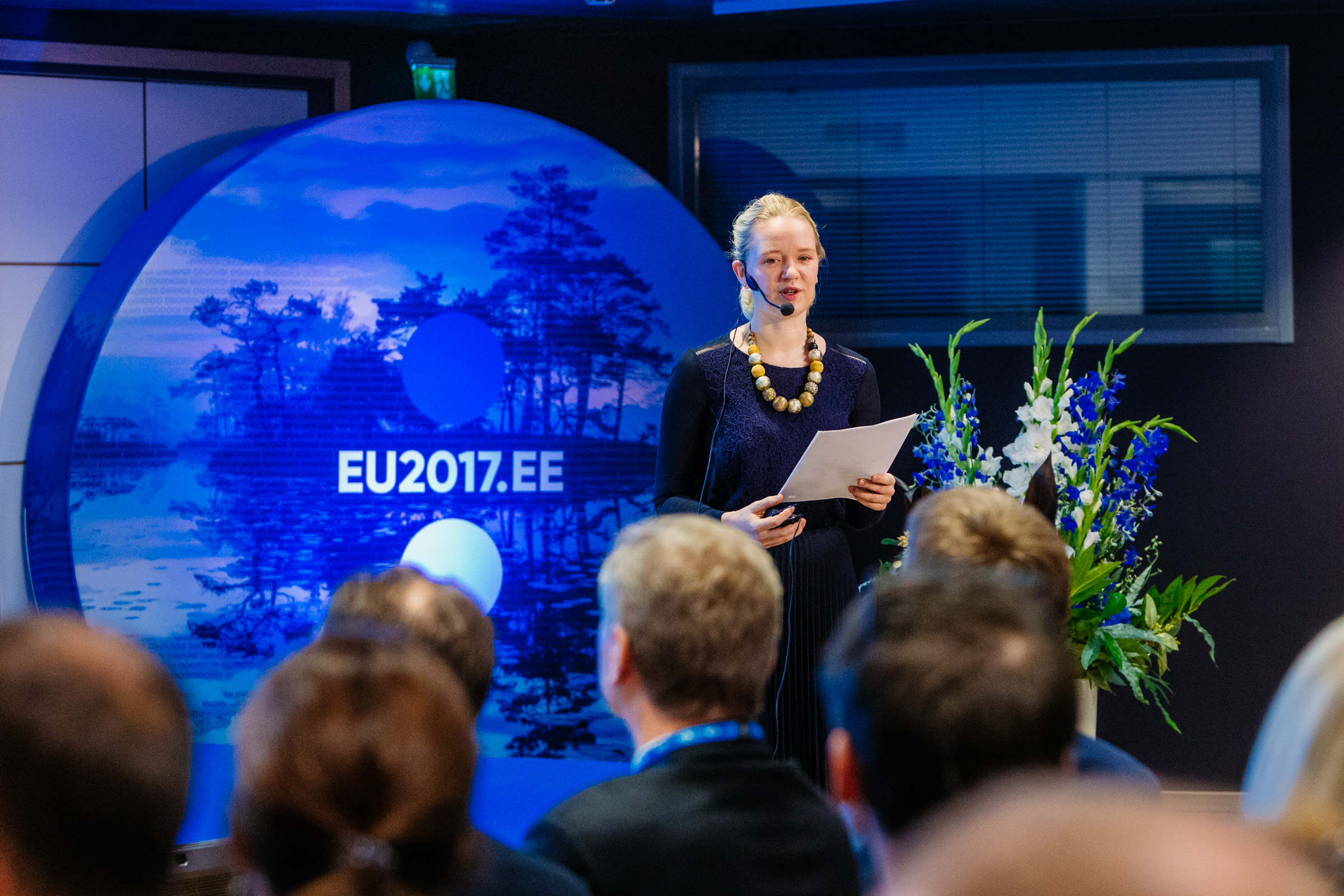
کنفرانس اتحادیه اروپا برای ارزیابی سیاست حمل و نقل مشروبات الکلی

لوکزامبورگ دارای یکی از بالاترین سطح مصرف الکل در بین کشورهای اروپایی است و میانگین میزان مصرف بیش از ۶۰ درصد بالاتر از میانگین اروپایی را نشان می‌دهد. سیاست مشروبات الکلی در اتحادیه اروپا سطح بالای مصرف را از طریق قیمت‌های پایین و در دسترس بودن گسترده ارتقا داده‌است. میزان مرگ و میر ناشی از مشروبات الکلی در میان سایر کشورهای اروپایی مانند اسلوونی، کرواسی و فنلاند یکی از بالاترین میزان است، بدیهی است نتیجه مستقیم مصرف بالای آن به عنوان بخشی از الگوهای مضر نوشیدن در بین مردم لوکزامبورگ است. هزینه مصرف زیاد اقلام ارزان الکل قوی مانند الکل غلات است. طبق داده‌های سازمان همکاری و توسعه اقتصادی، ۳۵ درصد از بزرگسالان در لوکزامبورگ در سال ۲۰۱۴ مقادیر زیادی الکل را مصرف کردند. سوء مصرف و وابستگی به الکل سهم قابل توجهی از بیماری‌های مرتبط با الکل را که در مرگ و میر در بین شهروندان مشاهده شده‌است، تشکیل داده‌است.